# Лорена Санчес
Лорена Санчес (англ. Lorena Sanchez, нар. 21 червня 1986, Сакраменто, Каліфорнія, США) — американська порноакторка. 
Потрапила в порноіндустрію у 2006 у віці 20 років і відтоді знялась у понад 180 порнофільмах.

## Премії та номінації
- 2008 номінація на AVN Award в категорії Best Actress, Video — Black Worm[3]
- 2008 номінація на AVN Award в категорії найкраща нова старлетка[3]
- 2008 номінація на Urban Spice Award в категорії Freakiest Girl in Porn[4]
- 2010 номінація на AVN Award в категорії Best Group Sex Scene — American Swingers[5]